# Villa Vortex
Villa Vortex est un roman mêlant polar et science-fiction de l'écrivain français naturalisé canadien Maurice G. Dantec, paru le 6 mars 2003. Il constitue le premier volume d'une trilogie inachevée intitulée Liber Mundi.

## Thématiques
Plusieurs thèmes s'interpolent dans ce roman, noués autour d'une investigation policière se prolongeant sur une dizaine d'années : on retrouve un leitmotiv récurrent chez Dantec, le conflit serbo-bosniaque, une réflexion poussée sur la génétique, les biotechnologies, les crimes en série, le pouvoir de la littérature sur l'auteur comme sur le lecteur, et les effets de l'écriture d'un livre sur le monde. Un nouvel élément thématique apparaît dans ce roman : la réflexion théologique, à laquelle les références foisonnent dans le roman, notamment avec l'évocation de chrétiens gnostiques et de penseurs de la kabbale juive.
Les quatre parties du livre sont intitulées Mondes, et épousent le processus réflexif à l'œuvre dans le roman, donnant les contours d'un « work in progress » narratif : un livre se construit à l'intérieur du livre, à travers le cheminement policier et spirituel du protagoniste narrateur, l'inspecteur Georges Kernal.
L'arrière-plan historique est « l'entre-deux-guerres » allant de la chute du mur de Berlin à la chute des tours du World Trade Center.
Villa Vortex est aussi, d'après l'auteur, un récit de sa conversion au catholicisme par l'intermédiaire d'une fiction.
Le roman a successivement, et sur un court laps de temps, été classé par son éditeur Gallimard comme un polar (La Noire, mars 2003), comme un roman de science-fiction (Folio SF, septembre 2004), puis à nouveau comme polar (Folio policier, juin 2016).